# 卡拉卡德
卡拉卡德（Kalakkad），是印度泰米尔纳德邦Tirunelveli县的一个城镇。总人口27025（2001年）。

## 人口
该地2001年总人口27025人，其中男性12924人，女性14101人；0—6岁人口2842人，其中男1425人，女1417人；识字率77.09%，其中男性为82.01%，女性为72.58%。